# Menhir de Bulhoa
Le menhir de Bulhoa (en portugais : menir da Bulhoa), connu également sous le nom de menir da Abelhoa, est un mégalithe datant du Néolithique situé près de la municipalité de Reguengos de Monsaraz, dans le district d'Évora, en Alentejo.

## Situation
Il est situé à 4 km au nord de la freguesia de Monsaraz, près de la route Telheiro-Outeiro, à quelques kilomètres de la frontière espagnole.

## Description
Daté de 4 000 à 3 000 av. J.-C., le menhir, en granite et de forme phallique, mesure environ 4 m de haut.
Le menhir de Bulhoa est gravé de mystérieux motifs de cercles et de lignes.

## Histoire
Il fut découvert renversé dans les années 1960 ; son socle d'origine avait disparu et son extrémité était fracturée,. Il fut redressé et restauré, et déclaré Monumento Nacional en 1970.